# أماديو غارسيا
أماديو غارسيا سالازار (بالإسبانية: Amadeo García de Salazar) (31 مارس 1887 – 18 يوليو 1947) مدرب كرة قدم إسباني راحل.
تولى تدريب أندية ألافيس (1932-1939) منتخب إسبانيا (1934-1936).
قاد منتخب إسبانيا في بطولة كأس العالم 1934 في إيطاليا حيث خرج من الدور الربع النهائي.

## وصلات خارجية
- أماديو غارسيا على موقع قاعدة بيانات كرة القدم.إي يو (الإنجليزية)
- أماديو غارسيا على موقع عالم كرة القدم.نت (الإنجليزية)

- سيرة ذاتية[وصلة مكسورة]